# جیم مک‌اینالی
جیم مک اینالی (انگلیسی: Jim McInally؛ زادهٔ ۱۹ فوریهٔ ۱۹۶۴) بازیکن فوتبال اهل بریتانیا است.
از باشگاه‌هایی که در آن بازی کرده‌است می‌توان به باشگاه فوتبال اسلایگو راورز، باشگاه فوتبال سلتیک، باشگاه فوتبال ناتینگهام فارست,  باشگاه فوتبال داندی یونایتد، باشگاه فوتبال کاونتری سیتی، و باشگاه فوتبال داندی اشاره کرد.
وی همچنین در تیم‌ ملی فوتبال اسکاتلند بازی کرده‌است.